# NGC 5689
NGC 5689 је спирална галаксија у сазвежђу Волар која се налази на NGC листи објеката дубоког неба.
Деклинација објекта је + 48° 44' 30" а ректасцензија 14h 35m 29,6s. Привидна величина (магнитуда) објекта NGC 5689 износи 11,9 а фотографска магнитуда 12,8. Налази се на удаљености од 35,6000 милиона парсека од Сунца. NGC 5689 је још познат и под ознакама UGC 9399, MCG 8-27-4, CGCG 248-10, IRAS 14337+4857, PGC 52154.